# Brabantska gotika
Brabantska gotika je pomembna različica gotske arhitekture v današnjem Beneluksu (pokrajine Brabanta, na južnem Nizozemskem in v severovzhodni Belgiji). Nastala je v prvi polovici 14. stoletja v stolnici svetega Rumbouta v mestu Mechelen.
Ugledni arhitekti, kot so Jean d'Oisy, Jacob van Thienen, Everaert Spoorwater, Matheus de Layens, Matheus de Layens in družine Keldermans in De Waghemakere, so razširili slog in tehniko v mesta vojvodine Brabant in drugam. Za cerkve in druge večje stavbe je prevladovala v renesansi do poznega 16. stoletja.

## Predhodniki
Brabantska gotika, ki se imenuje tudi visoka gotika, se razlikuje od prejšnje šeldske gotike, ki je običajno imela glavni stolp nad križiščem glavne in prečne ladje cerkve, ohranila je romanske vodoravne linije, uporabljen je bil modrosiv kamen iz bližine Tournaia ob reki Šeldi, ki je omogočila prevoz v stara okrožja Flandrije. 
Mozanska gotika ima ime po reki Mozi (Maas) in je predvsem v jugovzhodnih predelih Beneluksa: današnje province Limburg na Nizozemskem, Limburg v Flandriji in Liège v Valoniji. Čeprav je kasnejšega izvora kot šeldska gotika, ima še vedno več romanskih značilnosti, vključno z manjšimi okni. Uporabljen je bil lapor, okrog kapitelov na stebrih pa apnenec, okrašen z listi irisov.

## Značilnosti

### Dve stoletji oblikovanja brabantske gotike
Površinsko stanje in razpoložljive vrste materiala so različni. Večje cerkve so gradili stoletja, tako da sta se strokovno znanje in moda spreminjala in so se različni arhitekti odmikali od prvotnih načrtov. Ali pa so romanske cerkve porušili in ponovno zgradili, kot na primer (razen kripte) stolnico svetega Bava v Gentu: na začetku zgodnjega 14. stoletja so bili močni vplivi severne Francije in šeldske gotike, stoletje kasneje se je pojavila apsidalna kapela in med letoma 1462 in 1538 je bil zgrajen brabantski gotski zahodni stolp; ladja je bila že dokončana. Čeprav je nekaj zgradb v popolnoma skladnem slogu, so lahko domišljija in arhitekti uresničili skladno mešanico. Končni koncepti so bili izdelani že stoletja po prvih modelih. Iz tega sledi, da brabantski gotski slog ni niti homogen, niti strogo opredeljen.

### Značilnosti
Brabantski gotski slog je nastal v vojvodini Brabant in se je razširil po Burgundski Nizozemski. Poleg manjših vplivov visoke stolnice svetnikov Petra in Marije v Kölnu arhitektura temelji na klasičnem francoskem gotskem slogu, ki se je uporabljal pri gradnji stolnic, kot sta v Amiensu in Reimsu.
Struktura cerkvenih stavb v Brabantu je bila večinoma enaka: velikopotezni tloris v obliki latinskega križa s tremi nivoji vzdolž glavne ladje in stranskih ladij (podporni loki, triforij, svetlobno nadstropje) in kor, ki ga podpira polkrožni ambulatorij. Toda vitka visokost francoskih ladij ni bila nikoli presežena in velikost je bila nekoliko skromnejša.
Značilna je uporaba svetlo obarvanega peščenjaka ali apnenca, ki sta omogočala bogate podrobnosti, a sta nagnjena k eroziji. Cerkve imajo običajno okrogle stebre s kapiteli z izrezljanimi zeljnimi listi. Od polstebrov se oporniki pogosto brez prekinitve nadaljujejo v rebra oboka. Triforij in okna svetlobnega nadstropja se običajno nadaljujejo drug v drugega, okna pa zajemajo celoten prostor koničastega loka. Ob kornem obhodu so polkrožne kapele (chevet) (čeprav je bil v 15. stoletju kor v Bredi dodan pozneje).  Stolnici v Bruslju in Antwerpnu sta izjemi, a drugod je glavna veranda naravnost pod enim zahodnim stolpom, v francoščini se imenuje clocher-porche.
Stolnica v Antwerpnu je drugačna: namesto okroglih stebrov s kapitelskim prečnikom, šopom stebričkov, profiliranih v stebrih, ki se nadaljujejo brez prekinitve skozi rebra obokov in lokov, je to slog cerkev v 's-Hertogenboschu in Leuvnu. Poleg tega so loki med glavno in stranskimi ladjami izjemno široki, triforij je izpuščen. Namesto tega je nad stebre loka položena nadsvetloba iz krogovičja. Temu tipu so sledile druge večje cerkve v Antwerpnu, cerkev svetega Martina v Aalstu in cerkev svetega Mihaela v Gentu.
Demerska gotika v Hagelandu in kempenska gotika sta regionalni različici brabantske gotike v jugovzhodnem delu nekdanjega vojvodstva, ki se razlikujeta le po uporabi lokalnih rjavih opek. 
Brabantske gotske mestne hiše so zgrajene v obliki velikanskih relikviarijev z vogalnimi stolpiči in navadno z zvonikom. Zunanjost je pogosto močno okrašena.

### Prilagoditve sloga v Holandiji in Zelandiji
Veliko cerkva v nekdanjih holandskih in zelandskih grofijah je zgrajenih v slogu, ki se včasih netočno imenuje holandska in zelandska gotika. V resnici so stavbe sezidane v brabantskem gotskem slogu, prilagojene lokalnim razmeram. Tako so (razen v Dordrechtu) zaradi slabih tal uporabljeni leseni sodčkasti oboki namesto kamnitih in potrebnih zunanjih podpor. V večini primerov so bili zidovi narejeni iz opeke, vendar rezan naraven kamen ni bil nenavaden.
Everaert Spoorwater je igral pomembno vlogo pri širjenju brabantske gotike v Holandijo in Zelandijo. Izpopolnil je metodo, s katero so risbe za velike konstrukcije omogočale, da so na kasnejšem belgijskem ozemlju naročili vse naravne kamninske elemente iz kamnolomov, nato pa jih na samem kraju sestavili. To je odpravilo skladiščenje v bližini gradbišča, delo pa je bilo mogoče opraviti brez stalne prisotnosti arhitekta.

## Znani primeri brabantske gotske arhitekture

### V nekdanji Brabantski vojvodini

#### Verske zgradbe
- stolnica svetega Rombouta v Mechelenu, zgodnja gotska stavba; gradnja se je začela okrog 1200 in osvežila leta 1312, njene prve očitne brabantske gotske značilnosti: ambulatorij s 7 kapelami iz leta 1335, arhitekt morda Jean d'Oisy,
- cerkev Naše gospe v Aarschotu iz leta 1337, delo Jakoba Piccarta,
- bazilika svetega Martina v Halleju iz leta 1341, arhitekt morda Jean d'Oisy,
- Stolnica Matere Božje, Antwerpen iz leta 1352,
- cerkev Naše gospe v Tiennu iz leta 1358, Jean d'Oisy,
- stolnica svetega Janeza v 's-Hertogenboschu, približno leta 1370, najvišja v brabantski gotiki v današnji Nizozemski,
- cerkev svetega Gummarusa v Lieru iz leta 1378; kor je oblikovan kot v cerkvi svetega Rombouta v Mechelnu,
- cerkev Naše gospe čez reko Dijle v Mechelenu, pred letom 1400,[10]
- Cerkev svetega Petra, Leuven, približno 1400,
- cerkev svetega Sulpicija in kolegijska cerkvica svetega Denisa v Diestu iz leta 1402, ima polkrožno kapelo Francoza Pierra de Savoya – demerska gotika,
- stolnica svetega Bava v Gentu iz začetka 15. stoletja,
- Velika cerkev ali cerkev Naše gospe v Bredi iz leta 1410 velja za najčistejšo in najelegantnejšo brabantsko gotiko v današnji Nizozemski,
- stolnica svetega Mihaela in svete Gudule v Bruslju,
- cerkev Naše blagoslovljene gospe iz Sablona v Bruslju,
- cerkev svetega Martina v Aalstu,
- cerkev Naše gospe (Grote Kerk) v Dordrechtu, sedanja oblika je iz leta 1470.

#### Posvetne zgradbe
- Bruseljska mestna hiša,
- Leuvenska mestna hiša,
- zgodovinska zgradba Okrogla miza (ali Tafelrond) v Leuvnu, 1479, Matheus de Layens, cehovska dvorana, zgrajena 1480–1487, notranji del sestavljajo tri hiše, porušena 1817, rekonstruirana po izvirnih načrtih 1921,[11][12]
- palača mejnega grofa (nizozemsko Markiezenhof) v Bergnu op Zoomu
- mestna hiša v Mechelenu, severno krilo (leta 1526 načrtovano in delno zgrajeno, 1900–1911 delno obnovljena in v celoti dokončana),
- nekdanja mestna hiša (ali Raadhuis) v Oirschotu (zgradba iz opeke, ki je bila tudi sedež sodišča (Vierschaar), v manjšem mestu: značilna oblika svetišča, vendar zelo umirjena).

### V nekdanjih grofijah Holandija in Zelandija

#### Verske zgradbe
- Velika cerkev ali cerkev Naše gospe v Dordrechtu (Holandija)
- Velika cerkev ali cerkev svetega Lovrenca v Alkmaarju (Holandija)
- Velika cerkev ali cerkev svetega Lovrenca v Rotterdamu (Holandija)
- Velika cerkev ali cerkev svetega Bava v Haarlemu (Holandija)
- Hooglandse Kerk ali cerkev svetega Pankracija v Leidnu (Holandija)[13][14]
- Stara cerkev, nekdanja cerkev svetega Nikolaja v Amsterdamu (največji srednjeveški lesen obok v Evropi; lesen zvonik)[15]
- Orjaški stolp svetega Livina (ali sveti Lievensmonstertoren v nizozemščini) v Zierikzeeju (Zelandija) (ločen z vrzeljo iz tedaj porušene cerkve)

#### Posvetne zgradbe
- mestna hiša v Goudi (Holandija)
- mestna hiša v Middelburgu (Zeeland)

### Drugje

#### Verske zgradbe
- stolnica svetega Martina v Ypresu v nekdanjem okrožju Flandrije,[16]
- cerkev svetega Mihaela v Gentu v nekdanjem okrožju Flandrije,
- bazilika svetega Willibrorda v Hulstu, Zelandska Flandrija: iz leta 1648 v okrožju Flandrije, ki je zdaj v provinci Zeeland na Nizozemskem,
- kolegijska cerkev svete Valtrude v Monsu, v nekdanjem okrožju Hainaut (zgrajena iz trdega peščenjaka in modrega apnenca),
- cerkev svetega Lamberta v Nederweertu iz leta 1703 v knezoškofiji v Liègeu (čeprav med delom v  16. stoletju v okrožju Horn), zdaj v provinci Limburg na Nizozemskem,
- stolnica svetega Martina ali Domkerk v Utrechtu med okrožjema Brabant in Holandijo ter vojvodino Guelders na Nizozemskem (gotska cerkev na otoku na Renu, morda navdahnjena s stolnico v Kölnu, čeprav ima le en zahodni stolp. Ta stolp je postal regionalni model, ki naj bi pripadal utrechtski gotiki).

#### Posvetni zgradbi
- mestna hiša v kraju Damme v nekdanji deželi Flandriji,
- mestna hiša v kraju Oudenaarde v nekdanjem okrožju Flandrije.